# Fronesis (retorik)
För andra betydelser av ordet, se Fronesis.
Fronesis är en av byggstenarna till en talares ethos. Ordet kommer från grekiskan och betyder gott omdöme eller handlingsklokhet samt förstånd eller kompetens.

## Historia
Ordet fronesis finns med i Aristoteles verk Den nikomachiska etiken. Människans praktiska förmåga omfattar två kompletterande sidor som kallas fronesis och teckne. Fronesis är den grundläggande, erfarenhetsmässigt utvecklade förmågan att välja hur man ska handla för att nå ett önskat, godtagbart resultat. Detta kräver dock också en skicklighet som heter teckne och som utgör valet och ändamålsenligt bruk av lämpliga instrument. I retoriskt sammanhang innebär fronesis omdöme för att välja det som ska sägas och teckne innebär skicklighet att välja och använda språket. Det handlar om två praktiska dygder som kompletterar varandra. 
Den klassiska retoriken har särskilda krav för vad som utgör en trovärdig och tillitsfull talare. Han ska besitta eller uppfattas som att han besitter fronesis (gott omdöme eller handlingsklokhet), arete (god karaktär) och eunoia (välvilja gentemot publiken). När en talare uppfattas ha dessa egenskaper blir han tekniskt och socialt kompetent och därmed retoriskt fullmyndig. Aristoteles förklarar begreppet som en allmän förmåga eller livsvisdom. Romarna kallade detta generella sunda förnuft och livsvisdom för sensus communis.

## Hur fronesis demonstreras
Enligt den klassiska retoriken måste en talare alltid demonstrera sina kunskaper inom det ämnet som talet kretsar kring. Talaren kan visa sina kunskaper på ett direkt och explicit sätt genom att berätta om sin kompetens eller sina erfarenheter. Kunskap kan demonstreras på olika sätt. Fredrik Reinfeldt har en tendens att gärna berätta om sin papparoll i hemmet där han utger sig för att vara en kompetent far.[källa behövs]  När Carl Bildt satt som partiledare för moderaterna lyfte han gärna fram sin specialistkompetens och sina internationella uppdrag som skulle stärka hans ethos. Det finns därmed olika typer av kunskap, förnuft och handlingsklokhet som kan lyftas fram för att stärka trovärdigheten. 
Det varierar dock från tid till tid och från kultur till kultur vad förnuft och handlingsklokhet innebär i praktiken. Uppfattningen kring vad fronesis innebär varierar i olika grupper och situationer. Det behöver inte vara mest effektivt att demonstrera sina kunskaper explicit. En talare kan visa på kunskap mer indirekt via sättet han agerar och uttrycker sig. Om talaren använder sig av ett vårdat, nyanserat och eftertänksamt språkbruk visar han på klokhet och förnuft. Det räcker således inte att enbart ha sakkunskaper om ämnet i talet. Innehållet ska även baseras på talarens egna erfarenheter och detta kan vara mera effektivt än inlärda argument. För att talaren ska kunna uppfattas ha ett gott förnuft eller handlingsklokhet, måste lyssnarna märka att talaren vet vad han pratar om. Om lyssnarna märker att talaren besitter en stor och bred förståelse kring de frågor som ämnet rör samt att talaren har fattat egna goda beslut kan han uppfattas som klok och förnuftig.